# Dasypeltis medici
Dasypeltis medici är en ormart som beskrevs av Bianconi 1859. Dasypeltis medici ingår i släktet Dasypeltis och familjen snokar.
Arten förekommer i östra Afrika från södra Kenya till Sydafrika. Honor lägger ägg.

## Underarter
Arten delas in i följande underarter:
- D. m. lamuensis
- D. m. medici